# Temmincktragopan

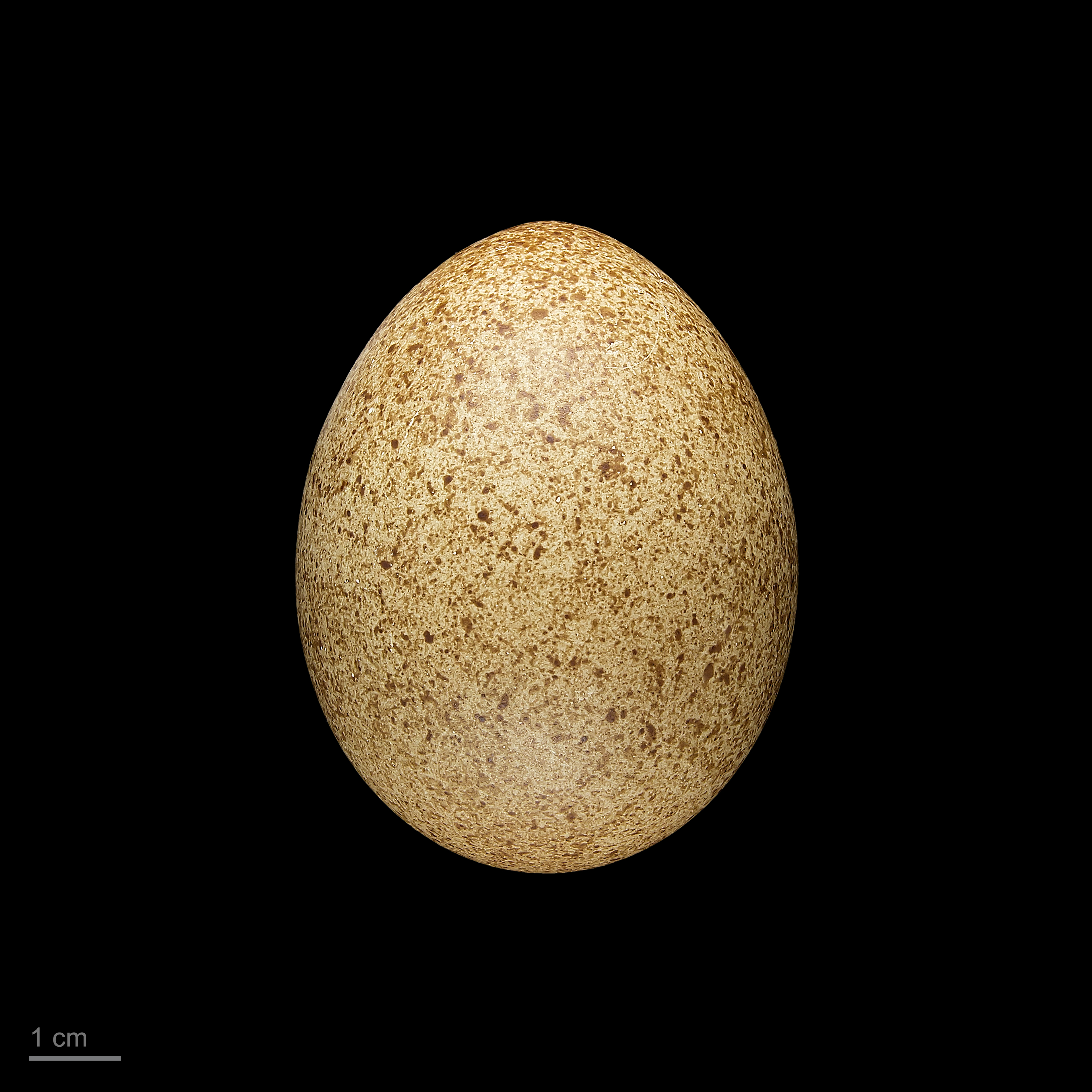
Tragopan temminckii

Der Temmincktragopan (Tragopan temminckii) ist eine Hühnervogelart aus der Familie der Fasanenartigen. Er ist in Südostasien beheimatet, wo er Mischwälder mit Bambus in Höhen zwischen 2500 und 3600 m bewohnt. Die Art ist in entsprechenden Habitaten relativ häufig und nicht bedroht. Sie hat von allen Tragopanen das größte Verbreitungsgebiet. Dieses grenzt im Osten und Norden an das des nahe verwandten Satyrtragopans.

## Beschreibung

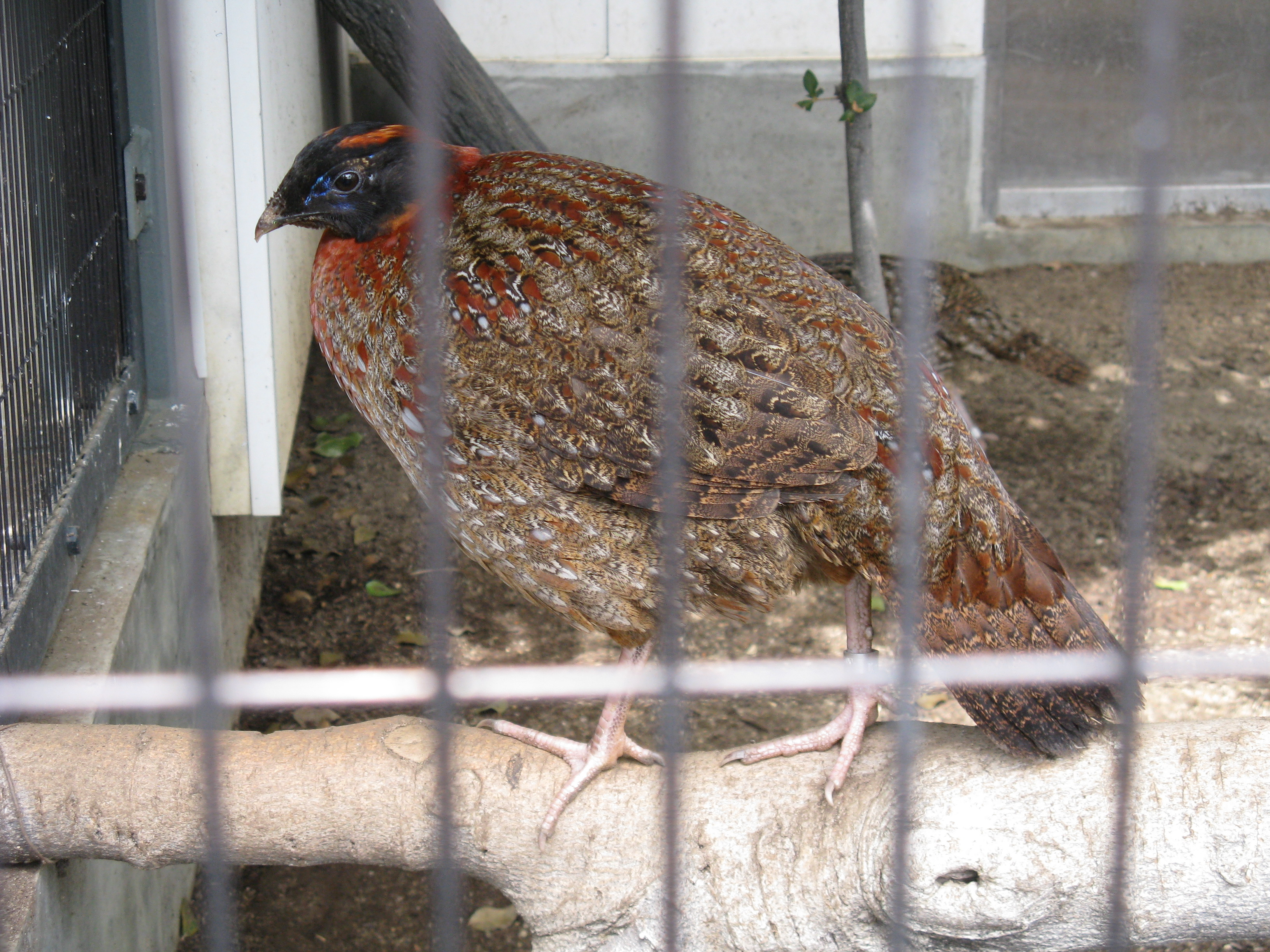
Junger Hahn in Gefangenschaft

Der Hahn des Temmincktragopans erreicht eine Körperlänge von 64 cm, wovon 18–23 cm auf den relativ kurzen Schwanz entfallen. Die Flügellänge liegt zwischen 210 und 265 mm, das Gewicht zwischen 980 und 1600 g. Die Henne ist mit 58 cm Körper- und 15–18 cm Schwanzlänge sowie einem Gewicht von 970–1100 g kleiner und leichter. Die Flügellänge liegt zwischen 202 und 225 mm. 
Der Schnabel des Männchens ist schwarz mit fleischfarbener Spitze, die Iris ist braun. Die unbefiederte Partie um das Auge ist blau und ausgedehnter als beim ähnlichen Satyrtragopan. Die erigierbaren „Hörner“, die schräg hinten über dem Auge liegen, sind grünlich blau, der Kehllappen ist blassblau. Bei der Balz kann auch er stark erweitert werden, reicht dann bis über die Brust und zeigt in der Mitte einen dunkelblauen, hell gefleckten Latz, an den Seiten jeweils acht bis neun scharlachrote Felder, die teils miteinander verbunden sind. Der Kopf ist schwarz befiedert und trägt eine Haube, die an den Seiten orange Streifen zeigt. An den oberen Halsseiten finden sich orange Flecken, die in das lebhafte Orange des unteren Halses laufen, das an Nacken und Brust in das dunkle Orangerot des Körpergefieders übergeht. Auf der Unterseite zeigt dieses hellgraue Tropfenflecken, die zu den Flanken hin größer werden. Rücken, Flügeldecken, Bürzel und Oberschwanzdecken zeigen schwarz umrahmte, weiße Flecken. Die äußeren Oberschwanzdecken sind verlängert, rundlich und hellgrau mit roten Säumen. Die Steuerfedern sind an der Basis auf beigem Grund bekritzelt und quergebändert und tragen eine breite schwarze Endbinde. Die Füße des Hahns sind rosa.
Die überwiegend braune Färbung des Weibchens variiert individuell. Bisweilen spielt sie ins Rotbraune, aber nie so deutlich wie bei der Henne des Satyrtragopans. Auch von der vorwiegend bräunlichgrauen Henne des Cabottragopans ist diese Art gut zu unterscheiden. Das gesamte Körpergefieder ist auf braunem Grund dunkel bekritzelt und gefleckt und zeigt helle Schaftstreifen oder -flecken. Die Schwanzfedern sind undeutlich dunkel quergebändert. Die Füße sind blass fleischfarben. 
Das Kleid der Hähne im ersten Jahr vermittelt zwischen den Geschlechtern. Es ähnelt überwiegend dem der Henne, zeigt aber an Kopf, Brust und oberem Rücken schon die hahnentypischen Gefiederpartien. Das Jugendkleid ähnelt dem der Henne.

## Stimme
Zur Brutzeit ist vom Hahn ein unheimlicher, da teils etwas menschenähnlicher, klagender Laut, der in sich steigernden Reihen vorgetragen wird, zu vernehmen. Zunächst handelt es sich bei den einzelnen Rufen um ein dumpfes woh, später verändert sich dieses zu einem lauten, langgezogenen und fast quäkenden waaaohh. Darauf folgt oft eine dumpfe, raue Reihe aus kurzen woah-Lauten.

## Verbreitung und Bestand
Das südostasiatische Verbreitungsgebiet reicht von Arunachal Pradesh in Nordostindien ostwärts bis ins nördliche Myanmar und ins nördliche Tonkin in Vietnam sowie nordwärts bis in mittlere China. Dort kommt die Art in Tibet, Yunnan, Sichuan, Guangxi, Guizhou, Gansu, Shaanxi, Hubei und Hunan vor.
Der Gesamtbestand wird auf über 100.000 Individuen geschätzt und die Art von der IUCN als „nicht gefährdet“ (least concern) angesehen. Wenn die Art auch als weit verbreitet und stellenweise häufig beschrieben wird, ist der Bestandstrend doch durch zunehmende Fragmentierung der Lebensräume und vor allem die Beseitigung von Unterholz durch Waldbeweidung und Feuerholznutzung negativ.
Die Art ist monotypisch. Die ehemals beschriebene, vietnamesische Unterart T. t. tonkiniensis wird nicht mehr anerkannt.

## Lebensweise
Der Temmincktragopan besiedelt Wälder mit gut ausgeprägtem Unterwuchs. In China kommt er vor allem in Bambus- und Rhododendronbeständen innerhalb von immergrünen Laub- und Mischwäldern vor, die sich vor allem aus Mehlbeeren und Schneeball zusammensetzen. Die Höhenverbreitung liegt im Sommer in Lagen um 3600 m, im Winter um 2000 m.
Man trifft den Temmincktragopan meist einzeln oder in Paaren an. Die Nacht verbringt er ruhend auf Bäumen, tagsüber sucht er am Boden nach Nahrung. Diese besteht aus Blüten, Blättern, Bambussprossen, Beeren und Insekten. Im Frühwinter werden vorwiegend Beeren wie Mehlbeere und Schneeball, später auch Gräser und Farne gefressen, die von der Schneedecke freigegraben werden.
Die Art lebt vermutlich monogam, genauere Untersuchungen zum Paarungsverhalten fehlen aber. Wie bei allen Tragopanen werden bei der Balz die im Ohrbereich gelegenen „Hörner“ erigiert und der farbenprächtige Kehllappen – zu mehrfacher Länge erweitert – präsentiert. 
Das Nest liegt bis zu 8 m hoch in Bäumen. Es wird aus Zweigen und trockenen Blättern errichtet und mit Federn ausgekleidet. Das Gelege aus 3–5 auf beigem Grund braun gesprenkelten Eiern wird vom Weibchen zwischen 26 und 28 Tage lang bebrütet.